# Bor (redskab)
 For alternative betydninger, se Bor. (Se også artikler, som begynder med Bor)
 Der er for få eller ingen kildehenvisninger i denne artikel, hvilket er et problem. Du kan hjælpe ved at angive troværdige kilder til de påstande, som fremføres i artiklen.

Et bor er (som regel) et spåntagende redskab til at lave boringer (cylindriske huller) med. Boret forsynes ofte med en udvendig spiralgang eller anden mekanisme til at transportere borespånerne væk med; udsugning eller skylning.
Skaftet på boret er den del der indsættes i borepatronen eller på anden måde fæstnes til boremaskinen el.lign.

## Historien
De ældste "bor" kendes fra stenalderen: en kort pind af hårdt træ, der med en håndsten med en fordybning i trykkes mod en fordybning i den sten eller det træstykke, man vil lave hul i. Pinden drejes frem og tilbage ved hjælp af en omviklet snor, der er opspændt i en træbue. Om processen skal kaldes boring eller slibning, kan diskuteres. Den ender i hvert fald lige som moderne boringer også med en opvarmning af både bor og emne.

## Tre principper for boring
At det er muligt at bore uden at være i besiddelse af et skarpt bor, skyldes den omstændighed, at der findes tre principper for boring: slidende (slibende), stødende og skærende. Det var den slidende, der først og fremmest blev udnyttet af stenalderens træsmed, og for øvrigt også af både flint- og bensmed.

## Slidende boring
I den slidende boring udnytter man friktionen eventuelt sammen med et materiale, der forhøjer gnidningsmodstanden; det kan være smuld fra selve boringen, eller noget, der er tilført bevidst, fx granitsmuld eller kvartssand (strandsand, der for en stor dels vedkommende består af knust flint, der i hårdhed nærmer sig diamant).
Ved slidende boring kan bruges en pind af passende tykkelse, der skaber et helt rørformet hul, eller en rørknogle, der arbejder i en cirkelring, omtrent som vore dages hulsavbor.
Selvsagt slides boret undervejs, og må udskiftes med jævne mellemrum, og det tager lang tid at bore sig igennem fx et øksehoved (en stridsøkse fx), men der har ikke været andre muligheder på det tidspunkt, og mennesket har altid udnyttet den teknik, der var til rådighed, og det er først i vore dage, at tiden er blevet så kostbar, at vi til stadighed må omgive os med flere og flere (elektriske eller mekaniske) hjælpemidler.

## Stødende boring
Hvorvidt man allerede i stenalderen har formået at udnytte den stødende boring, står ikke ganske klart, da det normalt kræver en vis sejhed af værktøjet, sammen med en vis hårdhed, hvorfor vi nok skal helt frem til jernalderen eller senere, før denne metode bliver udviklet.
Stødende boring har været anvendt længe; et stødbor kaldes i vore dage for slagbor (Opfindelsernes Bog.), men har tidligere været brugt i rawlplugboret. Nutildags anvendes det bl.a. i slagboremaskinen, og i borehammeren (kangohammeren), og først og fremmest til hårde materialer, sten, murværk og lignende.

## Skærende boring
Den skærende boring, har stenalderens folk kendt, og udnyttet i de såkaldte flække- og kernebor, tilspidsede flintredskaber, som moderne arkæologer har navngivet. Sådanne bor har været til træ, ben, rav og andre bløde materialer, men uegnede til sten (hvad der heller ikke var behov for før i den sene stenalder, såkaldt stridsøksetid, hvor der blev fremstillet mange økser af bjergart, hvor man hidtil stort set havde klaret sig med den barberbladskarpe flint, der dog har den ulempe, at den let springer i stykker, men også nemt lader sig skærpe med ny tilhugning og eventuel slibning (se slibe og pudseværktøj).

## Bortyper
- Murbor
- Metalbor
  - Linksbor
- Stenbor
- Træbor
  - Dyvelbor – rawlplugbor
  - Borestang
  - Fladbor
  - Hjulbor
  - Rørbor
  - Sneglebor
  - Spadebor
  - Spiralbor
  - Forstnerbor (kunstnerbor)
  - Stilbart bor - bor der kan indstilles til forskellig huldiameter, ofte med en skala, så radius kan aflæses direkte. Amerikansk indstilleligt centrumsbor, indstilleligt bor og stillebor er andre betegnelser.
  - Vridbor
  - Naver
  - Søgebor
- Oliebor
- Borekrone
- Skebor
- Jordbor
- Spidsbor
- Vingebor

## Boreteknik

### Sikkerhed
Bor har det med at smutte og knække. Derfor er opspænding af enten boremaskine eller boreemnet (eller begge) et bidrag til et godt arbejdsmiljø.

### Boring i bløde emner

#### Plast
Tekst mangler, hjælp os med at skrive teksten

#### Træ
Boring i træ sker typisk med spiralbor ved mindre diametre (op til ca 13mm), og ved større huller bruges typisk spadebor eller hulsavbor.

### Boring i metal
Spiralbor til metal skal slibes med den rette skærevinkel til det pågældende metal, og helst også have den rette spiralstigning, for tilsammen at give den helt rigtige skærevinkel.

#### Aluminium
Ved boring i aluminium bruges et 'almindeligt' skarpt bor, der skal smøres med sprit under brugen.

#### Bronze og Messing
Ved boring i messing bruges et bor, der ikke skærer, men i stedet nærmest skraber metallet af. Ved brug af 'almindelige' bor kan man risikere, at boret 'hugger' i materialet, med deraf følgende problemer som knækket bor eller 'ikke-rundt' hul.

#### Jern
Ved boring i jern bruges et 'almindeligt' skarpt bor, der skal smøres med skæreolie under brugen.

### Boring i murværk
Boring i murværk foregår normalt (ved diametre op til knap 20 mm) med et murbor, der er spiralbor med spadeformet hårdmetalskær. Ved større diametre anvendes gerne kopbor med diamantbelægning, der skærer en cylinderformet kerne ud af materialet.

### Boring i sten
Til boring i sten bruges specielle bor og langsomtgående boremaskiner, ofte med vandkøling.

## Materialer
De fleste bor er fremstillet af værktøjsstål, ofte med skær af hårdmetal, karborundum eller evt diamant.